# Joseph Hallbauer
Joseph August Hallbauer (* 23. November 1842 in Zittau; † 18. April 1922 in Kötzschenbroda) war ein deutscher Maschinenbauingenieur und Manager in der Eisenhütten-Industrie.

## Leben und Wirken
Im Jahr 1842 als Sohn des sächsischen Eisenbahnbeamten Anton Hallbauer (1814–1891; späteres Mitglied der Königlichen Direktion der westlichen Staatseisenbahn) geboren, besuchte Joseph Hallbauer das Gymnasium in Freiberg, studierte am Polytechnikum Dresden und absolvierte im Anschluss daran eine Lehre bei der staatlichen Eisenbahnverwaltung. Parallel dazu erhielt er eine zusätzliche Ausbildung in der Sächsischen Maschinenfabrik von Richard Hartmann in Chemnitz.
Gefördert und unterstützt durch Hartmann ging Hallbauer 1866 nach La Salle (Illinois) (USA) in die Maschinenfabrik von Frederick Matthiessen und Edward Hegeler (später Matthiessen & Hegeler Zinc Comp.). 1868 kehrte er zurück, und noch im selben Jahr wurde er als Repräsentant Hartmanns nach Russland entsandt. Als Lobbyist machte er dort die Bekanntschaft des Industriellen Alfred Krupp, der ihn für sein Unternehmen abwarb. Hallbauer war für die Firma Krupp zunächst hauptsächlich in Sachsen und Thüringen tätig und repräsentierte sie ab 1874 in Sankt Petersburg. Hier nahm Hallbauer in Gemeinschaft mit einem bereits in Russland ansässigen Teilhaber unter der Firma Wächter & Co. die Interessen seines Auftraggebers wahr und sicherte ihm besonders im russisch-türkischen Krieg (1878) durch Reisen nach dem Kaukasus und Fühlungnahme mit dem russischen Feldzeugmeister, dem Großfürsten Michael, große Aufträge.
Hallbauer wechselte 1884 zurück zur Sächsischen Maschinenfabrik und übernahm die ihm von Gustav Hartmann angetragene Leitung der vier Werke in Lauchhammer, Riesa, Gröditz und Burghammer mit Hauptsitz in Lauchhammer, obwohl er weder über eine Ausbildung noch über praktische Berufserfahrungen im Bereich der Eisenhütten-Industrie verfügte. Dennoch war er in dieser neuen Position sehr erfolgreich: Er führte dort nach mehreren Versuchen das Siemens-Martin-Verfahren bei der Verhüttung ein und stellte die Betriebe durch Aufschluss der Gruben Lauchhammer I bis III auf Braunkohlen-Brikett-Verfeuerung um. 1912 veranlasste er den Bau eines größeren unternehmenseigenen Kraftwerks und trieb mit dem Bau der 110-kV-Leitung Lauchhammer–Riesa den Ausbau der Elektrizitätswirtschaft voran. Auch der erste Einsatz von Lastenhebemagneten im Eisenwerk Lauchhammer geht auf ihn zurück.
Im Jahr 1913 zog sich Hallbauer in den Ruhestand zurück, doch hielt er bis an sein Lebensende als Aufsichtsratsmitglied des Lauchhammer-Konzerns Fühlung mit den ihm über drei Jahrzehnte eng verbundenen Werken. Im Jahre 1914 folgte er der Einladung eines seiner US-amerikanischen Freunde zu einer Reise nach New York und Westindien und umschiffte die Südspitze von Südamerika.
Hallbauer trug den Ehrentitel Geheimer Kommerzienrat. Die Technische Hochschule Dresden verlieh ihm die ingenieurwissenschaftliche Ehrendoktorwürde (Dr.-Ing. h. c.). Dazu trug er das Ritterkreuz des sächsischen Albrechtsordens, den preußischen Roter Adlerorden und den preußischen Kronenorden III. Klasse.
Er wohnte zuletzt in der heute unter Denkmalschutz stehenden Villa Saxonia, Meißner Straße 241 (ehemals Meißner Straße 32) in Kötzschenbroda.